# Красний Яр (Кіжингинський район)
Красний Яр (рос. Красный Яр) — село Кіжингинського району, Бурятії Росії. Входить до складу Сільського поселення Кіжингинський сомон.
Населення — 54 особи (2015 рік).